# Carlo Favagrossa
Carlo Favagrossa (* 22. November 1888 in Cremona; † 22. März 1970 in Rom) war ein italienischer General und während des Zweiten Weltkrieges Staatssekretär bzw. Minister für Kriegswirtschaft.

## Leben
Favagrossa wurde nach seiner Ausbildung an der Militärakademie Pionieroffizier. Er befehligte Pioniereinheiten- und Verbände und 1939 kurz eine Infanteriedivision. Von 1939 bis 1943 war er „Generalkommissar für Kriegsproduktion“, dann wurde seine Dienststelle noch kurz zum Ministerium ausgebaut.
Favagrossa, aber auch Generalstabschef Pietro Badoglio und andere führende Militärs wie Italo Balbo und Mario Roatta rieten dem Diktator Benito Mussolini 1940 von einem Kriegseintritt dringend ab. Favagrossa zufolge hatten die italienischen Streitkräfte auch wegen des Krieges in Ostafrika und der Beteiligung am Spanischen Bürgerkrieg bestenfalls ein Drittel des für einen europäischen Krieg notwendigen Leistungs- und Ausrüstungsstandes. Für eine Generalmobilmachung fehlten u. a. eine Million Uniformen samt dazugehörigen Stiefeln, die Treibstoffreserven reichten nur für acht Monate (wobei Großbritannien mit Gibraltar und Sues die wichtigsten Nachschubkanäle kontrollierte), im Bereich der Artillerie waren nur veraltete Geschütze vorhanden, moderne mittlere Panzer fehlten praktisch komplett. Favagrossa rechnete in einem Bericht an Mussolini vor, dass man jährlich Rohstoffe im Wert (1940) von 4,5 Mrd. Lire importieren und die italienische Industrie drei Jahre lang auf Hochtouren (zwei tägliche Schichten zu je zehn Stunden) arbeiten müsste, um die Defizite auszugleichen, und dass somit ein Kriegseintritt nicht vor 1943 möglich sei.
Kurz nach dem Krieg schrieb Carlo Favagrossa ein Buch mit dem Titel Perchè perdemmo la guerra: Mussolini e la produzione bellica (Rizzoli, 1946), in dem er die für einen Weltkrieg unzureichende Vorbereitung der damaligen italienischen Armee aufzeigte.